# Hospital Wuhan Jinyintan
Hospital Wuhan Jinyintan (em chinês : 武汉 市 金银 潭 医院 ) é um hospital público fundado em 2008, localizado no subdistrito de Jiangjunlu, no distrito de Dongxihu em Wuhan, Hubei, China, e uma unidade diretamente sob o Comitê Municipal de Saúde de Wuhan.

## Durante o surto de COVID-19
Durante o surto inicial de pneumonia causado pela COVID-19, o Hospital Jinyintan foi hospital designado no tratamento especializado de pacientes com o coronavírus, e o primeiro novo paciente de pneumonia viral foi admitido em 1 de dezembro de 2019.